# S・A・ミッチェル (小惑星)
S・A・ミッチェル (2624 Samitchell) は小惑星帯にある小惑星。インディアナ大学のゲーテ・リンク天文台で発見された。
アメリカの天文学者、サミュエル・アルフレッド・ミッチェルに因んで名付けられた。